# Luis Jara
Pour les articles homonymes, voir Jara.
Luis Alberto Jara Cantillana (né le 25 octobre 1965 à Santiago) est un chanteur, acteur et présentateur de télévision chilien.

## Télévision

### Émissions
| Année       | Émission                                                                        | Rôle                                                        | Chaîne      |
| ----------- | ------------------------------------------------------------------------------- | ----------------------------------------------------------- | ----------- |
| 1984        | Sábado Gigante                                                                  | Partie du Clan enfants                                      | Canal 13    |
| 1995-1996   | ¿Cuánto vale el show?                                                           | Animateur                                                   | Chilevisión |
|             | De aquí no sale                                                                 | Animateur                                                   | Chilevisión |
| 2002        | Calor Humano                                                                    | Animateur                                                   | Chilevisión |
| 2003        | La Movida del Festival (est une émission satellite du Festival de Viña del Mar) | Présentateur (avec Álvaro Salas)                            | Canal 13    |
| 2003-2008   | Vertigo                                                                         | Animateur (avec Álvaro Salas et puis avec Raquel Argandoña) | Canal 13    |
| 2003-2006   | Mucho Lucho                                                                     | Animateur                                                   | Canal 13    |
| 2007-2008   | Juntos, el show de la mañana                                                    | Animateur (avec Karla Constant et Eli de Caso dans 2007)    | Canal 13    |
| 2009        | Un golpe de Lucho                                                               | Animateur                                                   | Mega        |
| 2010-2011   | Eligeme                                                                         | Animateur                                                   | Mega        |
| 2011-2012   | Yo soy                                                                          | Animateur                                                   | Mega        |
| 2012        | Tu cara me suena                                                                | Animateur                                                   | Mega        |
| 2012        | Salta a la vista                                                                | Animateur                                                   | Mega        |
| Depuis 2012 | Mucho gusto                                                                     | Présentateur                                                | Mega        |
| 2013        | 2e Festival Viva Dichato                                                        | Présentateur                                                | Mega        |
| 2014        | 3e Festival Viva Dichato                                                        | Présentateur                                                | Mega        |
| 2014        | Teletón 2014                                                                    | Animateur                                                   | ANATEL      |

### Télénovelas
| Année | Télénovela        | Personnage                 | Chaîne   |
| ----- | ----------------- | -------------------------- | -------- |
| 1982  | De cara al mañana | Juan José "El Turco" Aguad | TVN      |
| 1984  | Los títeres       | Patricio "Pato"            | Canal 13 |
| 2006  | Gatas & Tuercas   | Lui-même                   | Canal 13 |

## Discographie
Albums de studio
- 1986 : Ámame
- 1988 : Otra Vez De Cero
- 1990 : Inevitable
- 1992 : Un Golpe De Suerte
- 1997 : Emociones
- 1998 : Para que no me olvides
- 1999 : Lo Nuestro... De Ayer y Hoy
- 2002 : Luis Jara
- 2005 : Tanto Amor
- 2008 : Swing
- 2010 : Villancicos: Un Regalo En Navidad
- 2011 : Late Fuerte
- 2014 : Cerca
- 2018 : La Última Tentación

Albums de compilation
- 2005 : Grandes Éxitos

Albumes en direct
- 2003 : Mi Destino
- 2007 : Luis Jara: 20 Años
- 2010 : Grandes Exitos En Vivo

Videographie
- 2004 : Mi Destino En Vivo DVD
- 2007 : 20 Años, El Concierto DVD
- 2010 : Grandes Exitos En Vivo DVD

### Singles
| Année             | Chanson                            | Position haute    | Album                             |
| Année             | Chanson                            | CHI               | Album                             |
| Singles officiels | Singles officiels                  | Singles officiels | Singles officiels                 |
| ----------------- | ---------------------------------- | ----------------- | --------------------------------- |
| 2002              | Mañana                             | 1                 | Luis Jara                         |
| 2002              | No Sé Olvidarte                    | 2                 | Luis Jara                         |
| 2003              | Envidia                            | 19                | Mi Destino                        |
| 2005              | Que no Daría                       | 1                 | Tanto Amor                        |
| 2005              | Cambia                             | 13                | Tanto Amor                        |
| 2005              | No Tengo Que Pedir Perdón          | 52                | Tanto Amor                        |
| 2006              | Fuimos Demasiado Lejos             | 47                | Tanto Amor                        |
| 2007              | Si Pudiera                         | 4                 | 20 Años: El Concierto             |
| 2008              | Yo No Sé Vivir Sin Ti              | 28                | Swing                             |
| 2009              | Que Será De Ti                     | 57                | Swing                             |
| 2010              | Noche De Paz                       | 79                | Villancicos: Un Regalo En Navidad |
| 2010              | Blanca Navidad                     | 84                | Villancicos: Un Regalo En Navidad |
| 2011              | No Sabía                           | 24                | Late Fuerte                       |
| 2012              | Dos Corazones Rotos (avec Américo) | 62                | Late Fuerte                       |